# امپایر آو د سان
امپایر آو د سان (انگلیسی: Empire of the Sun) یک گروه موسیقی سبک الکترو پاپ تشکیل شده در سیدنیاسترالیا است. اعضایش لوک استیل و نیک لیتل‌مور هستند.استیل و لیتل مور در سال ۲۰۰۰ با هم آشنا شدند و در آن زمان هر یک مشغول به کار در پروژه‌های مختلفی بودند و هر دو با شرکت بزرگ موسیقی ایمی (EMI) همکاری می‌کردند.
در طی این مدت چندین بار در موقعیت های مخالف با یکدیگر همکاری کردند اما آن ها زمانی تصمیم به شروع پروژه امپایر آو د سان گرفتند که از ساخت آهنگ «با تو تا همیشه (With You Forever)» برای گروه Pnau و همکاری با یکدیگر بسیار لذت برده بودند.این گروه از سال ۲۰۰۷ میلادی تاکنون مشغول فعالیت بوده‌است. از معروفترین کارهای آنان به ترانه‌های راه رفتن روی رویا و ما مردمیم است که دومی به رتبه چهارده در چارت بریتانیا دست یافت.

## آلبوم ها
تاکنون سه آلبوم از این گروه منتشر شده است. آلبوم اول آن های با نام «قدم زدن بر رویا (Walking on a Dream)» در سال ۲۰۰۸ منتشر شد که موفقیت جهانی را برای آن‌ها به ارمغان آورد. آهنگ‌های «ما مردمیم» و «قدم زدن بر رویا» در چارت‌های موسیقی استرالیا و بریتانیا در رتبه های بالا قرار گرفت. این آلبوم در جوایز مختلفی را در استرالیا از جمله بهترین آلبوم سال از انجمن صنعت ضبط استرالیا دریافت کرد.
یکی از مشهورترین و پرطرفدارترین آهنگ‌های امپایر آو د سان ، آهنگ «ما مردمیم (We Are the People)» از این آلبوم است که فضاهای آفتابی و گرم موسیقی گروه را به خوبی منعکس می‌کند. موسیقی شاد و خوشحالی که خوشی و فراغت جامعه معاصر استرالیایی را هم به نمایش می گذارد.
آلبوم دوم امپراتوری آفتاب «یخ روی تل شنی (Ice on the Dune)» نام داشت که در سال ۲۰۱۲ منتشر شد. این آلبوم نیز بازخورد خوبی در استرالیا و اروپا به همراه داشت. 
آلبوم سوم آن ها در سال ۲۰۱۶ با نام «دو تاک (Two Vines)» منتشر شد.
سبک موسیقی امپراتوری آفتاب الکتروپاپ است اما بسیاری از منتقدان این گروه را در دسته موسیقی موج نو جای می‌دهند؛ چرا که در موسیقی آن‌ها وابستگی به سینتی‌سایزر و کیبورد و همین‌طور سادگی و سرراست بودنی که موسیقی آن‌ها را به پاپ نزدیک می‌کند شنیده می‌شود. در واقع این گروه را جزو احیاگران موسیقی موج نو (New Wave Revivalists) می‌دانند.
استایل گروه امپراتوری آفتاب در عکس‌ها، موزیک ویدیوها و کنسرت‌ها نشان‌دهنده پیشینه دو عضو گروه در هنرهای تجسمی است. لیتل‌مور درباره استایل گروه می‌گوید که گروه از فیلم «کوه مقدس» آلخاندرو خودوروفسکی در استایل خود تاثیر گرفته است. آن ها از طراحان بسیاری از جمله جسیکار هرتا بهره برده‌اند.